# Polistes ninabamba
Polistes ninabamba är en getingart som beskrevs av Richards 1978. Polistes ninabamba ingår i släktet pappersgetingar, och familjen getingar. Inga underarter finns listade i Catalogue of Life.